# مقاطعة أليسترة

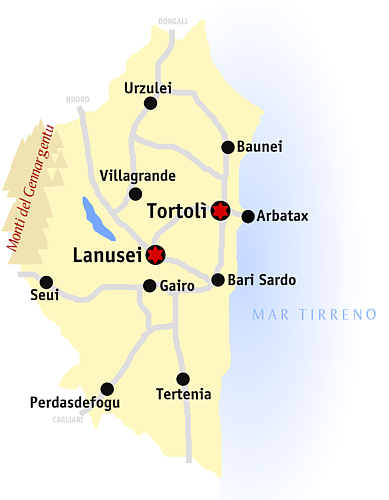
خريطة مقاطعة أُليَستِرة

مقاطعة أُليَستِرة أو (نقحرة: أولياسترا) (بالإيطالية: Provincia dell'Ogliastra)، مقاطعة إيطالية في وسط شرق إقليم سردينيا، عاصمتاه مدينتا لانوزيي وتورتولي. وأُليَستِرة هي أكثر مقاطعات سردينيا جبليةً. وبعدد سكانها البالغ حوالي 58000 نسمة فقط تكون المقاطعة الإيطالية الأقل سكانا في إيطاليا. وهي قريبة من قضاء أغولياسترا في القرون الوسطى.
يبلغ عدد سكانها 57.960 نسمة، ومساحتها 1854 كيلومتر مربع، وبها 23 بلدية.
تطل من جهتي الجنوب والشرق على البحر التيراني، ولها حدود :
- من الشمال الغربي مع مقاطعة نووفو.
- من الجنوب الغرب مع مقاطعة كالياري.